# Pápaszemes kobra
A pápaszemes kobra vagy indiai kobra (Naja naja) a hüllők (Reptilia) osztályának pikkelyes hüllők (Squamata) rendjébe, ezen belül a mérgessiklófélék (Elapidae) családjába tartozó faj.
Az indiai szubkontinensen ahhoz a négy kígyófajhoz tartozik, – a Russell-vipera (Daboia russelii), az arab efa (Echis earinatus), valamint a közönséges krait (Bungarus coeruleus) mellett – amelyek a kígyómarásos halálesetek zömét adják.

## Előfordulása
India, Pakisztán, Srí Lanka, Banglades és Nepál területén honos. Változatos élőhelyeken találhatjuk meg, a falvakban és városokban is nagyon gyakori. Nappal hasadékokban, kövek, farakások alatt, üregekben rejtőzik.

## Megjelenése
Átlagos testhossza 1,9 méter, a maximális hossza 2,4 méter. A háti színe barna, szürke vagy fekete. Nyugalmi állapotban feje alig különül el a kígyó testétől. Ha veszélyben érzi magát, szétterpeszti nyaki lebenyét, eme csuklya hátoldalának szemet utánzó rajzolatáról kapta a nevét is. A hagyomány ezt a mintát Buddha ujjlenyomatának tartja. 
|  |

## Életmódja
Rágcsálók, madarak, kígyók és gyíkok tartoznak zsákmányai közé. A szárazon, és a vízben is otthonosan mozog. Nagyon veszélyes kígyó, szájában elől 1,5 centiméteres barázdás méregfogak találhatók. Az Elapidae családba sorolt fajokat elülső méregfogas (proteroglypha) kígyóknak nevezzük, melyek mérge egyenesen az idegrendszert károsítja.[forrás?]
Természetes ellensége  a királykobra, ami immunis a mérgére és jóval nagyobb testével képes felfalni.

## Mérge
Mérge elsősorban neurotoxin-t (idegméreg) tartalmaz. Marás esetén az ember légzőrendszerében és a szív működésében léphet fel zavar. Nagyobb példány marásánál az ellenszérum beadása indokolt! Egy felnőtt számára a halálos adag 20-25 milligramm, de egy kifejlett pápaszemes kobra akár 100-300 milligramm mérget is bejuttathat az áldozata szervezetébe. [forrás?]

## Szaporodása
Átlag 12-30 db. tojást rak földalatti üregekbe, melyek 2 hónap alatt kelnek ki. Szükség esetén védelmezi is azokat.

## Érdekessége
A világon évente összesen 50.000 ember esik kígyómarás áldozatául, melynek nagy részét ez a kígyó okozza, de csak Indiában évente 10.000 embert öl meg. A kígyóbűvölők zenéjére látványos táncszerű mozgással reagál. Ilyenkor védekező állásban az ember sípjának és kezének mozgását követi, nem pedig a hangot, ugyanis a többi kígyóhoz hasonlóan tökéletesen süket.[forrás?]